# Джонатан Майдана
Джонатан Майдана е аржентински футболист, който играе за Ривър Плейт на поста централен защитник. Също така е играл и за отборите на Бока хуниорс, Банфийлд и Металист Харков.